# Nikolaus Stocker
Nikolaus Stocker (* in Kenzingen; † 4. August 1460 in St. Blasien) war von 1424 bis 1460 Abt im Kloster St. Blasien im Südschwarzwald.

## Wappen
Ein bewurzelter, zweifach beasteter schwarzer Baumstumpf auf golden damastziertem Schild.